# Palmera reial
La palmera reial és un arbre de la família de les palmes de tronc llis que ateny fins a vint-i-ú metres d'alt. És aborígena de Cuba, on és reconegut com a arbre nacional. És l'espècie de palmera més alta de Cuba i una de les més altes del món. Es fa servir com a arbre ornamental pel seu aspecte majestuós i decoratiu. El seu nom científic és Oreodoxa regia (Kunth, 1816) però el nom de Roystonea regia (O.F. Cook) molt popular roman un sinònim acceptat, el nom Palma elata (Bartram, 1791) ans al contrari va ser descartat.

## Distribució
És nativa de Cuba i es va dispersar Mèxic, Quisqueya, la península de Yucatán, Belize, Honduras, sud de la Florida, Bahames, Illes Caiman i l'Equador, Hawaï i parts de Florida. Creix en terrenys muntanyosos fèrtils i humits, i de vegades és més abundant en la vegetació secundària. A Cuba, l'Oreodoxa regia es troba als plans conreats cubans com principal romanent dels boscos semidecidus que eren la vegetació predominant a Cuba.

## Descripció
És un arbre amb tronc estípit que sol tenir fins a uns 21 metres d'altura, però alguns fonts donen altituds fins a 34,5 m. El seu tronc és llis, de color grisàcia clar, té l'aparença d'una columna elegant, lleugerament fusiforme, que engrosseix lleugerament a mitjana altura, per a després tornar a aprimar. El diàmetre de tronc pot atènyer fins a 61 cm.
Té un plomall terminal de fulles que aconsegueixen fins a 6 metres de llarg. Les fulles tenen en la seva base un pecíol envainador (yagua) molt gran i llis que embolica el tronc. Les fulles són pinnades i els folíols o pinnes, molt nombrosos, bífids en l'àpex i són de color verd fosc, brillants. La inflorescència en espàdix raïmificat en dues per tres vegades consecutives i s'obre, embolicada en una espata de la seva mateixa longitud, sota la base de la yagua de la fulla més vella. Les flors són sèssils, lanceolades, amb 5 tèpals externs i 5 interns, els interns en la flor femenina són valvars. Tenen de 6 a 9 estams. L'ovari té tres cavitats i està envoltat per una cúpula de sis dents. Els estigmes són tres, sèssil. El fruit és una baia lleugerament allargada, d'uns 10 mm, i ampla d'uns 9 mm, de color violàcia que conté només una llavor. Ocells i ratpenats mengen el pericarpi oliós, a terra animals detritívors «netejen» les llavors, el que facilita recaptar-ne de netes al peu de l'arbre. Triguen entre cinquanta i cent dies per germinar.
La floració i fructificació ocorre al llarg de tot l'any i cada palmera pot donar per any de 2 a 8 raïms d'una mitjana de 23 kg cadascú.

## Usos
La palmera reial té moltíssims usos. Amb les espates florals es fan «cataures», una mena de cistelles no teixides. Amb les beines foliars s'emboliquen les fulles guarides del tabac en terços. Antany també les fulles eren molt usades per fer les parets de cabanes i el teulat de les cabanes, els anomenats «bohíos», construïdes amb una estructura de fusta de la mateixa palma. Era l'habitatge dels esclaus negres importades per reemplaçar la població indígne, extinta pel maltractament pels colonitzadors espanyols i les epidèmies importades. El nèctar de les flors és una important font d'aliment per a les abelles. El seu fruit penja molt abundantment en raïms i es fa servir com a pinso per a porcs. Els raïms secs són útils com a escombres. Els brots tendres són comestibles. De les llavors se n'extreu un oli que es fa servir per fabricar sabó.
En la medicina popular a Cuba es fa servir l'arrel d'Oreodoxa regia en cocció com a diürètic, per a expulsar pedres en l'orina, per al tractament de la diabetis, i es diu que té propietats emol·lients.

## Valors simbòlics
És l'arbre emblemàtic de Cuba. Va ser triada com l'arbre nacional a Cuba per ser el més nombrós dels seus arbres, per ser l'espècie més notòria dels seus paisatges, per la seva bellesa, per la seva utilitat. Està representada a l'escut nacional, símbol del «caràcter indoblegable del poble». Aquest tipus de palmera solia plantar-se al mig de les plantacions de canya de sucre per identificar els camins que separen les parcel·les. La seva altura en fa un arbre que permet orientar-se i evita que algú s'hi perd. Se sol sembrar en fileres dirigides cap als edificis de la plantació.
Roystonea regia a més és un arbre sagrat per a una de tres de les religions més difoses a Cuba, amb arels africans que provenien de les ètnies dels congos, Iorubes i els carbalí, importats com a esclaus. En tots tres, la palma reial té un paper major. En ser sovint el punt més alt, atreu fàcilment llamps, fenomen relacionat amb diverses divinitats en moltes cultures.
La Regla d'Ocha o Santeria (és a dir regla dels déus) és originària dels Iorubes, ètnia africana de la regió del golf de Guinea a Àfrica occidental. Per aquest grup, la palma és «l'habitació dels déus» i per això un lloc sagrat. En la Regla d'Ocha és diu en ioruba Ilé Xangó Orissá, Alabi o Iggi Opwé. Aquest orisha és també anomenat per sincretisme catòlic Santa Bárbara, i és el déu del foc, del llamp, de la guerra i els tambors, i un dels quals reben major devoció. Segons la tradició, «un dia Changó va ser sorprès per la seva amant Oya en aquest moment, quan comunicava des de dalt d'una palmera reial amb altres dones. Oya va intentar enfilar-se al tronc i Xangó –sorprès–, sabent que la deessa temia les sargantanes, en va cobrir el tronc. Per matar-les sargantanes i en venjança, Oya va cremar l'arbre amb un llamp.» Per això es diu que «Quan trona és perquè Xangó camina pel cel en assumptes de dones». Les ofrenes a Xangó solen col·locar-se al peu d'una palmera.
Les seves fulles verdes serveixen també per a construir dintre de la Casa de Sant la barraca on l'iniciat d'Oggún (oricha de la guerra, el ferro i la forja) rep homenatges després de la consagració. Provinent de les illes Canàries, existeix en alguns llocs de Cuba el costum d'assotar els arbres que no donen fruits usant escombres de raïms de palmera, al mateix temps que se li profereixen amenaces i injúries.